# گادوین آباداکی
گادوین آباداکی (انگلیسی: Godwin Abadaki؛ زاده ۱۲ اکتبر ۱۹۹۳) بازیکن فوتبال اهل نیجریه بود.
از باشگاه‌هایی که وی، در آن ها بازی کرده‌است می‌توان به وورکینگتون، هاید، روچدیل، استالی‌بریج سلتیک، ساوتپورت، هادرزفیلد، و نورتویچ ویکتوریا اشاره کرد.